# Bingley-Gletscher
Der Bingley-Gletscher ist ein antarktischer Gletscher von etwa 13 Kilometern Länge, der von den südlichen Hängen des Mount Kirkpatrick, des Mount Dickerson und des Barnes Peak abfließt und nördlich der Adams Mountains in den Beardmore-Gletscher mündet. 
Entdeckt wurde der Gletscher von Teilnehmern der Nimrod-Expedition (1907–1909) unter der Leitung des britischen Polarforschers Ernest Shackleton. Benannt ist er nach Bingley, einem Ort in der Grafschaft West Yorkshire und Stammsitz der Familie Ernest Shackletons.